# Куаттрокки Бельтраме, Луиджи
Луи́джи Бельтра́ме Куаттро́кки (итал. Luigi Beltrame Quattrocchi, 12 января 1880, Катания, Королевство Италия, Италия — 9 ноября 1951, Рим, Италия) — итальянский мирянин, причисленный к лику блаженных Католической церковью вместе с женой Марией Корсини.  

## Биография
Родился в Катании 12 января 1880 году в семье Карло Бельтраме и Франчески Вита. Вторая фамилия Куаттрокки была добавлена после того, как Луиджи был вынужден после смерти родителей жить у своего дяди Луиджи Куаттрокки. После окончания гимназии в городе Анкона переехал в Рим, где поступил учиться в университет на юридический факультет. Окончил его в 1902 году, получив диплом адвоката. Несмотря на рабочую загруженность, занимался воспитательной деятельностью со скаутами, сотрудничая с Итальянской Ассоциацией скаутов.
В 1905 году женился на Марии Корсини. У супругов было четверо детей: Филиппо (1906), Стефания (1908), Чезаре (1909) и Генриетта (1914).
В 1918 году он стал Президентом Центрального Комиссариата Итальянской Ассоциации скаутов. В 1919 году вместе со своим другом Гаэтано Пульвиренти построил часовню в соборе Святого Пуденциана. Также принимал активное участие в католических движениях «Христианское Возрождение», «Фронт Семьи» и «Католическое Действие». После Второй мировой войны стал заместителем Генерального Прокурора Италии. 
Во время Второй мировой войны супруги укрывали в своём доме беженцев, которые преследовались фашистской властью.
Своих детей супруги воспитали в вере и благочестии. Двое их сыновей стали священниками, а дочь — монахиней. После четверти века супружеской жизни Мария Корсини и Луиджи Бельтраме Куаттрокки принесли обет целомудрия, тем самым приблизившись к идеалу христианской жизни, полностью посвящённой Богу. Их супружеская жизнь была отмечена ежедневным участием в Евхаристии, совместной молитве, активным участием в церковной жизни и добросовестным исполнением семейных и профессиональных обязанностей.
Куаттрокки умер в Риме 9 ноября 1951 года. Мария Корсини пережила супруга на четырнадцать лет.

## Прославление
21 октября 2001 года папа Иоанн Павел II причислил к лику блаженных супружескую пару Луиджи Бельтраме Куаттрокки и Марии Корзини как образец святости обычной семьи. Одновременная беатификация супругов стала подтверждением веры Католической церкви в то, что христианский брак является одним из путей к святости.
День памяти — 25 ноября.